# Ajmonia numidica
Ajmonia numidica là một loài nhện trong họ Dictynidae.
Loài này thuộc chi Ajmonia. Ajmonia numidica được J. Denis miêu tả năm 1937.